# 安德鲁斯联合基地
安德鲁斯聯合基地（英語：Joint Base Andrews）是位於馬里蘭州喬治王子郡的美軍聯合基地，是美國總統搭乘空軍一號和海軍陸戰隊一號的地點。此外，也部署了大量戰鬥機保護首都華盛頓特區的安全。

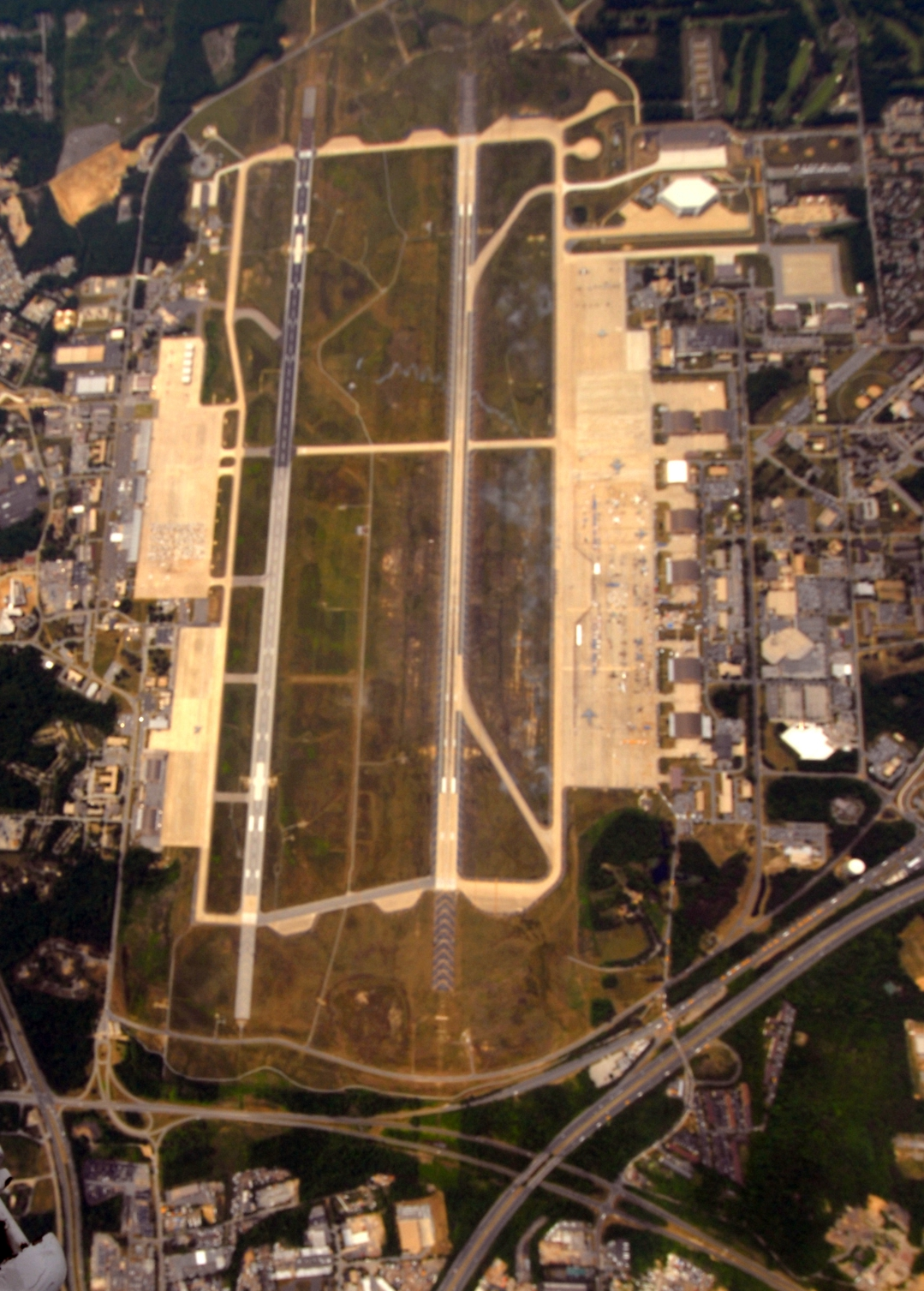
2010年5月16日空拍圖

安德鲁斯联合基地附近空域属于波托马克终端管制维农山庄扇区。

## 流行文化
惡靈古堡：無盡闇黑